# Садыхов, Чингиз Гаджи оглы
Чингиз Гаджи оглы Садыхов (азерб. Çingiz Hacı oğlu Sadıqov; 5 апреля 1929, Баку — 30 декабря 2017, Сан-Франциско) — азербайджанский и советский пианист, народный артист Азербайджанской ССР (1987), профессор, кавалер Ордена Слава (2009).

## Биография
Окончил школу для одарённых детей при консерватории, открытую Узеиром Гаджибековым (нынешняя школа имени Бюльбюля), затем консерваторию. Учился в аспирантуре в Москве у А. Б. Гольденвейзера, после чего вернулся в Баку.
Работал с Рашидом Бейбутовым. Аккомпанировал Бюльбюлю, Мобилом Ахмедовым, Мирзу Бабаеву, Муслиму Магомаеву, Лютфияру Иманову, Фидан и Хураман Касимовым, Флоре Керимовой и многим другим певцам и вокалистам. Был директором 16-й музыкальной школы г. Баку (1971—1981 гг.). С 1991 по 1994 год был профессором Бакинской музыкальной академии.
В 1959 году был удостоен звания Заслуженного артиста Азербайджанской ССР, а в 1987 году — Народного артиста Азербайджанской ССР.
По словам профессора Бакинской музыкальной академии Аиды Гусейновой, стиль Садыхова отличается самобытностью и национальностью музицирования на фортепиано, взросшей на почве мугамности и академической школы.
16 октября 2006 года за большие заслуги в пропаганде азербайджанской культуры среди наших соотечественников, проживающих в зарубежных странах был удостоен Персональной пенсии Президента Азербайджанской Республики.
28 октября 2009 года за заслуги в развитии азербайджанского музыкального искусства Чингиз Садыхов был награжден орденом «Шохрат».
С 1994 года проживал в Сан-Франциско (США), изредка выступал в Баку. Выступал с концертами более чем в 40 городах США.
Чингиз Садыхов скончался 30 декабря 2017 года в Сан-Франциско, США. Семья пианиста решила похоронить его в Баку. 16 января 2018 года тело Садыхова было доставлено в Баку. В тот же день пианист был похоронен на Второй Аллее почетного захоронения.